# Cap de Gata
El cap de Gata (en castellà, cabo de Gata) és un cap de la comarca de Cabo de Gata situada en la província d'Almeria (Espanya).
Declarat Parc Natural el 1987, és el primer parc natural marítim-terrestre de l'estat espanyol, la regió més àrida de l'Europa continental, amb 178 mm de precipitació anual, amb el que disposa de moltes espècies vegetals xeròfites endèmiques, i fins fa poc santuari dels darrers vells marins d'Europa.
La composició del terreny és roca sedimentària, sorrenca i altres provinent d'antics fons marins. Però a la zona també existeixen roques ígnies en moltes de les seves manifestacions: colada, bomba volcànica, i altres. Per aquestes i altres raons va ser el primer paratge natural amb zona terrestre i marítima a Andalusia a ser declarat Parc Natural. A més, la UNESCO el va declarar Reserva de la Biosfera i Geoparque mundial.